# Antonio Jasevoli
Antonio Jasevoli (auch: Iasevoli, * 1963 in Neapel) ist ein italienischer Jazzgitarrist.

## Leben und Wirken
Jasevoli spielte zunächst Gitarre in verschiedenen Rock- und Popgruppen. 1989 erwarb er ein Diplom im Fach klassische Gitarre am Conservatorio Statale di Benevento. Daneben besuchte er Sommerkurse in Berklee und lernte bei John Scofield, Jim Hall, Joe Diorio, Mike Goodrick und Mike Stern.
In den 1980er Jahren arbeitete er in Neapel mit Musikern wie Antonio Golino, Antonio Balsamo, James Senese und Tullio De Piposco. Anfang der 1990er Jahre wurde er Mitglied von Tony Scotts Band in Rom. Außerdem arbeitete er zwischen 1991 und 1998 mit Paolo Damiani und 1992–93 mit der Band Avanzi (mit Danilo Rea, Roberto Gatto, Marizio dei Lazzaretti, Maurizio Gaiammarco und Pietro Tonolo) zusammen.
Seit den späten 1990er Jahren wirkte er auch bei verschiedenen Theaterprojekten und Musicalaufführungen mit. 1996 war er Sologitarrist des Orchesters La Tempesta bei der Aufführung des Balletto di Toscana unter dem Choreographen Fabrizio Monteverde zu Musik von Massimo Nunzi.
Mit seinem Antonio Jasevoli Tie Trio spielte er 2007 das Album Tie ein. 2007 war er auch Sologitarrist des Parco della Musica Jazz Orchestra unter Leitung von Maria Schneider. Er unterrichtet Gitarre am Konservatorium Santa Cecilia in Rom.

## Diskographische Hinweise
- Triotherapy, 1997 (mit Roberto Gatto, Marco Conti, Paolo Emilio Marrocco)
- Tie, 2007
- Raj trio, 2010 (mit Michele Rabbia, Marcello Allulli)
- Quiet Journey, 2012 (mit Gianluigi Trovesi, Paolo Damiani, Fulvio Maras)
- My Own Experience, 2012 (mit Antonello Salis)
- Tetris, 2013 (mit Andy Sheppard, Fabrizio Bosso, Enrico Zanisi, Emanuele Smimmo)